# Jane Graverol
Jane Graverol (Elsene, 25 november 1905 – Fontainebleau, 24 april 1984) was een Belgische surrealistische kunstschilderes.

## Levensloop

### Jeugd en opleiding
Jane Graverol was de dochter van Alexandre Graverol en Anne-Marie Lagadec. Haar vader, die oorspronkelijk uit Frankrijk kwam, was een schilder, tekenaar en graveur die zich in de kringen van de symbolisten bevond. Vanwege financiële problemen vestigde hij zich in België.
De jeugd van Jane werd gekenmerkt door de autoritaire persoonlijkheid van haar vader die een muzikale carrière voor haar in gedachten had, en haar naar een conservatorium stuurde.
Naast haar studie aan het conservatorium nam ze vanaf 1921 tekenlessen aan de Academie van de Schone Kunsten in Etterbeek, waar ze meerdere prijzen wist te winnen. Uiteindelijk wist ze haar vader over te halen om haar naar de Koninklijke Academie voor Schone Kunsten van Brussel te laten gaan waar ze les volgde bij gerenommeerde schilders als Constant Montald en Jean Delville. 

### Symbolisme
Bij het beëindigen van haar studies in 1926 wilde ze zich volledig richten op het schilderen, maar dit bleek nog niet financieel haalbaar. Daarom besloot ze eerst te gaan werken als model bij een modehuis in Brussel om zo haar kunstcarrière te financieren.
Als vrouw moet ze een strijd voeren tegen de conventies. Ze signeert haar eerste werken met de mannennaam "Jean".
In 1927 hield ze haar eerste eigen tentoonstelling in de Brusselse Galerie Fauconnier.
In 1932 trouwde ze met de drieëndertig jaar oudere Louis Ortmans, een ingenieur uit Verviers. Het echtpaar ging in Verviers wonen. Ze schilderde verder in de symbolistische stijl van haar vader, vooral landschappen en een wat weemoedig zelfportret. Ze kregen in 1934 een dochter, Rosine. Louis Ortmans overleed op 16 oktober 1934, zeven maanden na geboorte van het kind.
Enkele jaren later hertrouwde Jane Graverol met de cellist Guillaume Dortu, wat tot hernieuwd conflict met haar katholieke vader leidde aangezien Dortu een gescheiden man was met twee kinderen uit een vorig huwelijk. Met Dortu kreeg Graverol ook een kind. Dit huwelijk bracht Graverol helaas geen blijvend geluk aangezien Dortu vaak vreemd ging en haar uiteindelijk met hun zoon en haar dochter achterliet. Dit is het moment waarop haar schilderstijl begon te veranderen en haar werk een surrealistisch karakter begon te krijgen, onder invloed van André Lhote.

### Surrealisme
In 1949 zocht ze contact met de surrealistische schilder René Magritte die onder de indruk was van haar werk en haar aanmoedigde om het ten toon te stellen. In 1950 hield ze in de galerij Lou Cosyn in Brussel dan ook haar eerste surrealistische tentoonstelling. Zijn nam deel aan de zaterdagse bijeenkomsten in het huis van Magritte en zijn vrouw Georgette. Ze woonde nu in een huis van haar ex-man in Verviers.
In 1952 richtte ze, samen met André Blavier, bibliothecaris in Verviers en kunstkenner, het literaire avant-garde tijdschrift Temps mêlés op. Dit tijdschrift was zowel surrealistisch als patafysisch en werd al snel belangrijk binnen deze twee stromingen in België. 
Twee jaar later, in 1954, richtte ze met twee andere kunstenaars, Marcel Marïen en Paul Nougé, een ander literair tijdschrift op, het antiklerikale Les Lèvres nues. Ook dit tijdschrift speelde een belangrijke rol binnen het Belgische surrealisme.
Vanaf maart 1953 had ze een relatie en artistiek partnerschap met Marcel Marïen. Zo werkt ze in 1959 mee aan zijn film L'imitation du cinéma, een controversiële, antiklerikale film. Dit was een van de weinige Belgische surrealistische films. Hoewel hun relatie in 1963 eindigde werkten ze hierna nog verder samen. 
In de jaren zestig ontmoette ze ook kunstenaars als André Breton en Marcel Duchamp, die haar werk beïnvloedden.
In 1967 kreeg ze een relatie met Gaston Ferdière, psychiater-dichter, bewonderaar van de surrealisten, die ze op een van haar exposities had leren kennen. Zij ging bij Ferdière in Parijs wonen, maar ze bleef in contact met de Brusselse surrealisten. 
Ze stierf in 1984 in Fontainebleau.

## Werk
In haar vroege jaren schilderde Graverol in de symbolistische stijl van haar vader en schilderde ze vooral stillevens en landschappen.
Eind jaren dertig, na haar breuk met haar partner Guillaume Dortu, begon ze surrealistische werken te schilderen. In haar werken kwamen veel vrouwen voor die vaak licht vervormd waren of slechts impliciet aanwezig waren, zoals in haar werk L'Esprit Saint waar de vorm van een vrouw zichtbaar is tussen twee rotsen. Mannen kwamen zelden voor in haar werken, behalve bij portretten van bevriende schilders, zoals bijvoorbeeld bij een schilderij van Paul Nougé.
Net als in de werken van veel andere vrouwelijke surrealistische schilderessen kwamen er ook in het werk van Graverol veel dieren voor, en dan ook vooral veel vogels. Zo zie je bijvoorbeeld in haar werk L'Esprit Saint dat op de plek waar de vagina van de vrouw zou zitten een vogel vliegt. Een ander vaak voorkomend motief zijn vogels in vogelkooien, die kunnen wijzen op haar ervaringen als vrouw binnen de surrealistische wereld, waarbij ze niet de vrijheid genoot die mannelijke kunstenaars wel hadden.
Haar werken hadden vaak iets droomachtigs en ze beschreef haar schilderijen dan ook als “wakkere, bewuste dromen”. Haar latere schilderijen kregen een erotisch aspect, zoals bijvoorbeeld in het schilderij La Frôleuse, waar een naakte vrouw verstrengeld wordt door vingervormige vegetatie.
Graverol schilderde het liefst met olieverf, maar experimenteerde ook met collages. Dit komt vooral naar voren in haar latere jaren, waar haar werken ook veel meer een politiek, anti-oorlog aspect aannamen, zoals bijvoorbeeld in haar werk La prospérité du vice waarop ze een duif afbeeldt met geweren als staart en foto’s van tanks als vleugels. Hiermee wordt het traditionele vredessymbool tot oorlogssymbool gemaakt.
Waar veel artiesten die als surrealistisch worden beschreven zichzelf niet identificeerden met deze stroming, deed Graverol dat wel. In een interview in 1940 zei ze: “surrealist zijn is een eigenschap die iemand ofwel in zich draagt of niet.” In 1964 schilderde ze een schilderij waarop de bekende Belgische surrealistische schilders werden afgebeeld, Le goutte d’eau.
Zij wordt samen met Suzanne Van Damme en Rachel Baes beschouwd als een van de drie vrouwelijke kunstenaars van het Belgische surrealisme.